# Matalasaari (ö i Lappland, Tunturi-Lappi)
Matalasaari är en ö i Finland. Den ligger i sjön Jerisjärvi och i kommunen Kittilä i den ekonomiska regionen  Fjäll-Lappland  och landskapet Lappland, i den norra delen av landet, 900 km norr om huvudstaden Helsingfors. Öns area är 0,9 hektar och dess största längd är 110 meter i sydöst-nordvästlig riktning.